# 趙玉珂

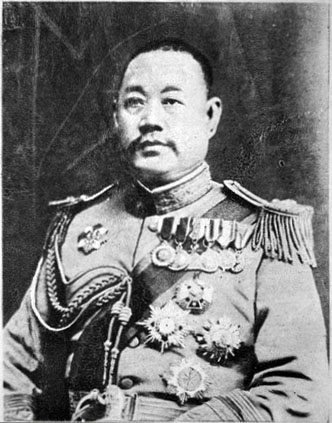

赵玉珂（1877年—1959年 ）字子声，直隶天津人，清朝及中华民国军事将领。

## 生平

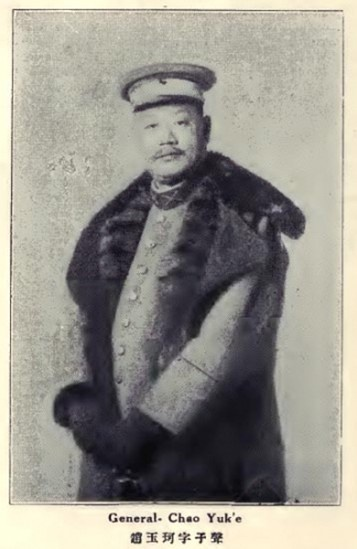

赵玉珂生于1877年。1900年，他毕业于天津北洋武备学堂后，任李鸿章卫队哨官。1903年，他任北洋将弁学堂教习。1905年，他任北洋陆军第三镇马标二营管带。1910年，他任江北陆军第十三协工程营管带。1911年，他任护军右翼统领。
中华民国成立后，1915年他任陆军部编辑局局副。1916年，他任征滇军参谋长。1917年，他任直隶督军署参谋长，并兼任天津镇守使。1918年，他任两湖宣抚使署及征粤军总司令部参谋长、直鲁豫巡阅使署参谋长。1921年，他获将军府授“贞威将军”。1923年，他任航空署督办。1924年，他任曹锟总统府机要处长。1924年10月直系失败后，他回到天津闲居。
中华人民共和国成立后，他曾任天津市文史研究馆馆员、天津市和平区政协委员。